# Dendroaspis viridis
Mamba vert de l'Ouest, Mamba vert de Guinée
Ne doit pas être confondu avec Mamba vert de l'Est.
Espèce
Synonymes
- Leptophis viridis Hallowell, 1844
- Dendroaspis viridis hallowelli Yeomans, 1993

Statut de conservation UICN

 LC  : Préoccupation mineure
Dendroaspis viridis est une espèce de serpents de la famille des Elapidae. En français, il est appelé Mamba vert de l'Ouest ou Mamba vert de Guinée. C'est un long serpent, mince et très venimeux, appartenant au genre des mambas, Dendroaspis. Cette espèce a été décrite pour la première en 1844 par l'herpétologiste américain Edward Hallowell. Le Mamba vert de l'Ouest est une espèce assez grande aux mœurs arboricoles, capables de naviguer à travers les arbres rapidement et gracieusement. Il peut également descendre au niveau du sol pour poursuivre des proies comme les rongeurs et autres petits mammifères.
Le Mamba vert de l'Ouest est un serpent très alerte, nerveux et extrêmement agile, qui vit principalement dans la forêt tropicale, les fourrés, et les régions boisées côtières de l'Afrique de l'Ouest. Comme tous les autres mambas, le Mamba vert de l'Ouest est une espèce d'élapidés très venimeuse. Son venin est un mélange très puissant de neurotoxines à action rapide pré- et post-synaptiques (dendrotoxines), de cardiotoxines et de fasciculines. Certains considèrent que cette espèce n'est pas un serpent particulièrement agressif, mais d'autres le décrivent comme extrêmement nerveux et sujet à attaquer lorsqu'il se trouve acculé. Les morsures sur l'Homme sont peu courantes par rapport à d'autres espèces présentes dans la région. Mais si les morsures sont rares, leur taux de mortalité est élevé ; la plupart des morsures enregistrées ont ainsi été mortelles. La progression rapide des symptômes graves, potentiellement mortels caractérisent les morsures de mamba, et les morsures avec envenimation peuvent être rapidement fatales.

## Description

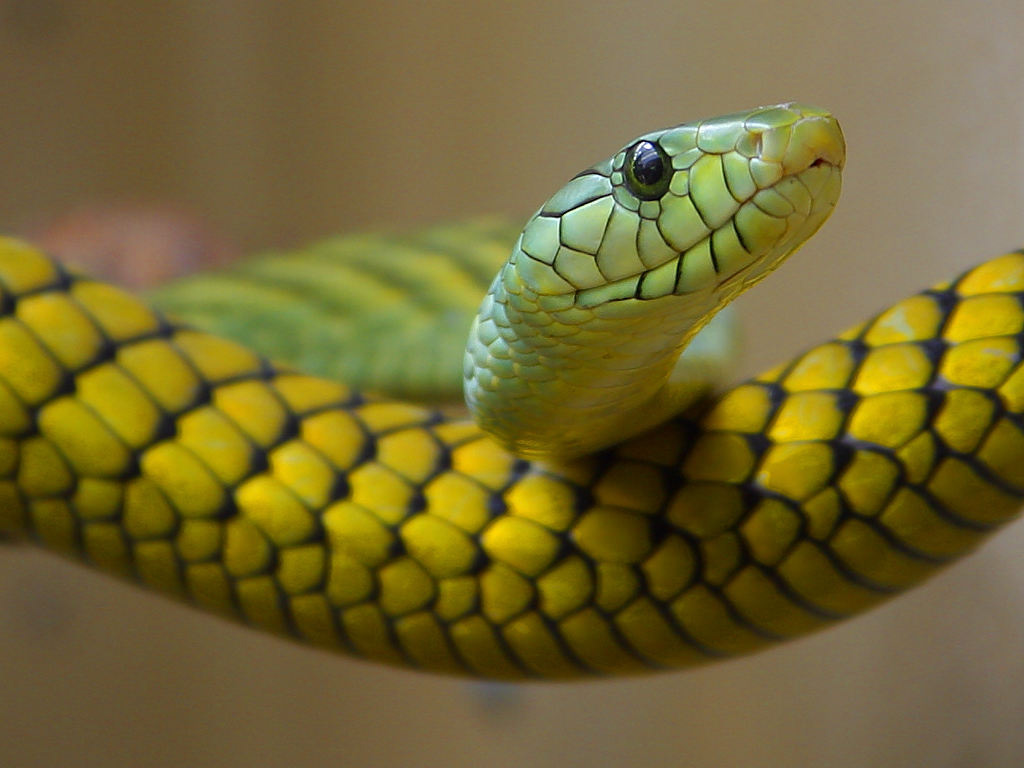
Tête d'un Mamba vert de l'Ouest.

Le Mamba vert de l'Ouest est un long serpent très mince doté d'une longue queue effilée. La longueur moyenne d'un serpent adulte de cette espèce est comprise entre 1,4 et 2,1 m. Quelques spécimens de cette espèce peuvent atteindre des longueurs maximales de 2,4 m. La tête est étroite et allongée, avec un canthus distinct. En de rares occasions, le cou peut être aplati quand le serpent est réveillé, mais il n'y a pas de collerette. Les yeux sont de taille moyenne avec des pupilles rondes et un iris jaune-brun.
Le dos de ce serpent est de couleur vive, de vert jaunâtre à vert avec les marges antérieures des écailles jaunes. Chez de nombreux spécimens la partie postérieure du corps et la queue sont de couleur jaune. Chez certains individus, les écailles dorsales sont nettement bordées de noir, formant des marques en forme de chevrons. La peau noire est clairement visible dans les interstices entre les écailles, soulignant en particulier chaque écaille de la tête ou de la queue. L'arrière de la tête est d'une couleur semblable à la partie antérieure du dos, ou d'un vert légèrement plus foncé. Les écailles du côté de la tête, en particulier les écailles labiales, sont nettement bordées de noir et leur coloration est généralement légèrement plus pâle que celle du dos ou légèrement teintée de jaunâtre. Vu de dessus, la bordure noire des écailles et les interstices de peau noire donnent un aspect tressé à ce serpent. Le dessous de la tête, la gorge, le ventre et les sous-caudales sont de couleur jaune pâle à vert jaunâtre.
L'agencement des écailles de la tête, du corps et de la queue du Mamba vert de l'Ouest est la suivante :
| - Dos jusqu'au milieu du corps : 11-15 (rarement 13) - Ventrales : 210-242 - Subcaudales : 105–125 (par paires) - Plaque anale : divisée - Au-dessus des lèvres : 7-8 | - Entre les lèvres et les yeux : 4e (4e et 5e) - Préoculaires: 2-3 - Postoculaires: 3-4 - En dessous des lèvres : 11-13 - Temporales : 2+2 (occasionnellement 2 + 3 ou 2 + 4) |

Il peut être confondu avec le Mamba vert ou Mamba vert de l'Est (Dendroaspis angusticeps), mais ces deux espèces ne partagent pas la même distribution géographique.

## Biologie et écologie

### Comportement

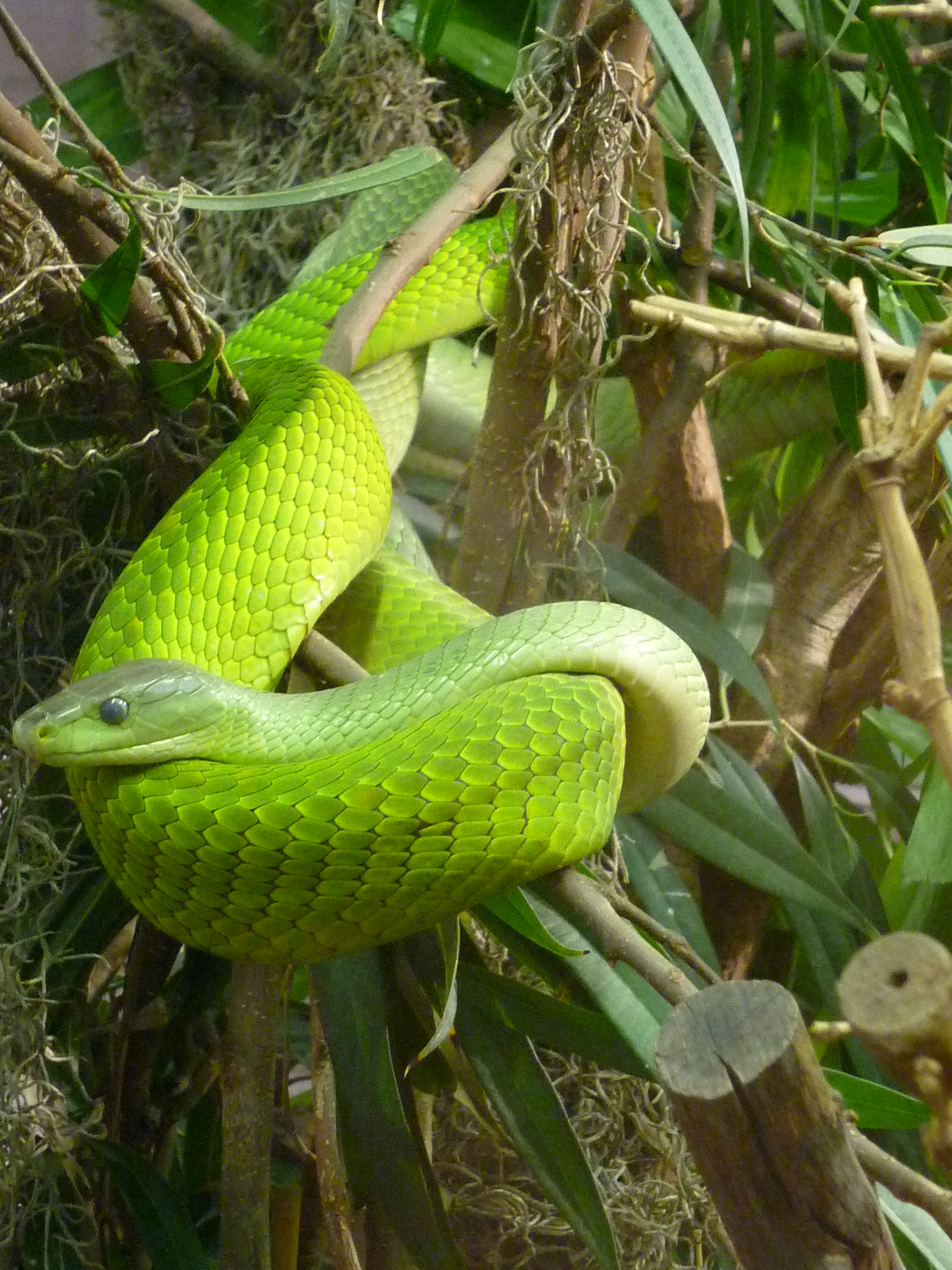
Le Mamba vert de l'Ouest est principalement arboricole.

Cette espèce est principalement diurne, mais peut être également parfois active la nuit. C'est un serpent arboricole, qui peut facilement évoluer au sol, et chasse et se nourrit au sol comme dans les arbres. Quand il veut dormir il cherche des branches d'arbres qui offrent un couvert dense. C'est un serpent très rapide, extrêmement agile, alerte et nerveux. Lorsqu'il est confronté à un adversaire il va rapidement tenter de s'échapper (habituellement jusqu'à un arbre si possible) et éviter toute sorte de confrontation. S'il est acculé, le Mamba vert de l'Ouest est très dangereux et prend une posture agressive, prononçant un fort sifflement et mordant de façon répétée.

### Alimentation et prédateurs
Les proies naturelles du Mamba vert de l'Ouest sont principalement composées d'oiseaux et de petits mammifères, y compris des rongeurs tels que les souris, les rats et les écureuils. Les autres mammifères comprennent les chauves-souris, les Pangolins à petites écailles et les musaraignes. Ils se nourrissent aussi de lézards, de grenouilles et d'œufs d'oiseaux. Ce serpent poursuit sa proie, en mordant rapidement et souvent jusqu'à ce que la proie succombe à son venin,.
Le Mamba vert de l'Ouest, comme les autres grands serpents très venimeux, a très peu de prédateurs naturels. L'homme et les oiseaux de proie sont les principales menaces pour cet animal,.

### Venin

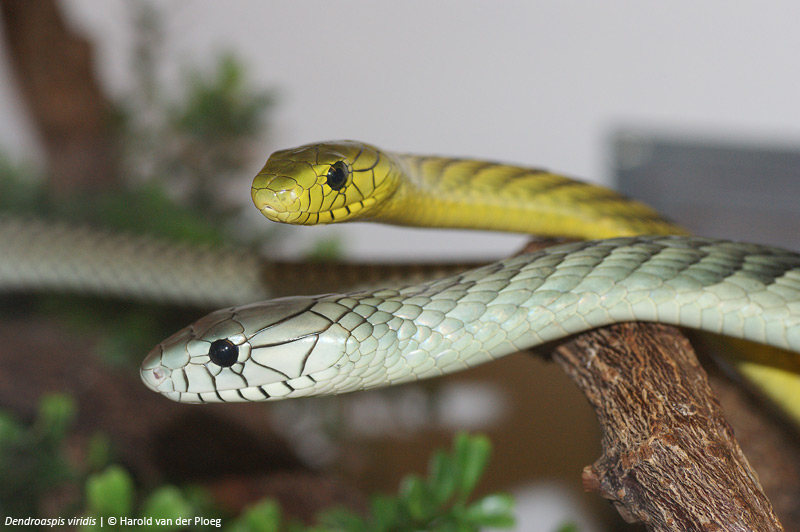
Les Mambas verts de l'Ouest ont un venin particulièrement dangereux.

Le venin du Mamba vert de l'Ouest, semblable à celui des autres membres du genre mamba (Dendroaspis), diffère cependant des autres venins dans la toxicité et la composition de ses toxines. Le venin se compose principalement de neurotoxines pré-synaptiques et post-synaptiques, de cardiotoxines,, et de fasciculines. La toxicité du venin peut varier en fonction d'énormément de facteurs, notamment l'alimentation, l'emplacement géographique, l'âge et d'autres éléments. Les  DL50 en sous-cutanée et en intraveineuse pour cette espèce sont respectivement de 0,79 mg/kg et 0,71 mg/kg (Christensen et Anderson (1967)). Une étude a évalué la DL50 du venin administré à des souris par voie intrapéritonéale à 0,33 mg/kg. Dans un autre essai utilisant des souris à qui on a administré le venin du Mamba vert de l'Ouest par voie intrapéritonéale, la DL50 était de 0,045  à   0,080 mg/kg. Une autre expérience pour mesurer la DL50 en intraveineuse a rapporté une valeur de 0,5 mg/kg. Comme pour les autres espèces de mambas, le venin du Mamba vert de l'Ouest a une rapidité d'action parmi les plus grandes de tous les serpents.
Les décès humains à la suite de morsures infligées par cette espèce sont rares en raison du fait que ce serpent ne croise pas souvent le chemin des humains, mais les morsures qui ont été répertoriées ont très majoritairement été mortelles. Les trois espèces de Mambas, dont le Mamba vert de l'Ouest, ont des toxicités de venin qui sont similaires et comparables à celles de nombreuses espèces de cobras, mais les morsures de mamba vert présentent souvent des symptômes plus graves et mortels en une période de temps plus courte. Bien que les morsures de Dendroaspis viridis ne sont pas bien documentées et que leurs taux d'envenimation et de mortalité ne sont pas bien connus, il semble que les morsures attribuées à cette espèce produisent une envenimation plus sévère que les morsures du Mamba vert de l'Est, mais beaucoup moins graves néanmoins que celles causées par le Mamba noir . Après une morsure, les symptômes commencent à se manifester rapidement, généralement dans les 15 premières minutes ou moins. La vitesse extraordinaire avec laquelle le venin se répand à travers les tissus et produit des symptômes menaçant la vie est unique aux mambas. Les symptômes courants de la morsure d'un Mamba vert de l'Ouest comprennent des douleurs et un gonflement local, une nécrose locale modérée, une ataxie, des céphalées, une somnolence, des difficultés à respirer, des vertiges, une hypotension (baisse de la pression artérielle), des diarrhées, des étourdissements, et une paralysie. Si la morsure n'est pas traitée, les symptômes empirent et la victime finit par mourir à cause de l'asphyxie liée à la paralysie des muscles respiratoires. Les morsures avec envenimation peuvent être rapidement fatales. Des cas de mortalité très rapide, parfois seulement 30 minutes après la morsure, ont été observés avec cette espèce,,.

## Distribution et habitat

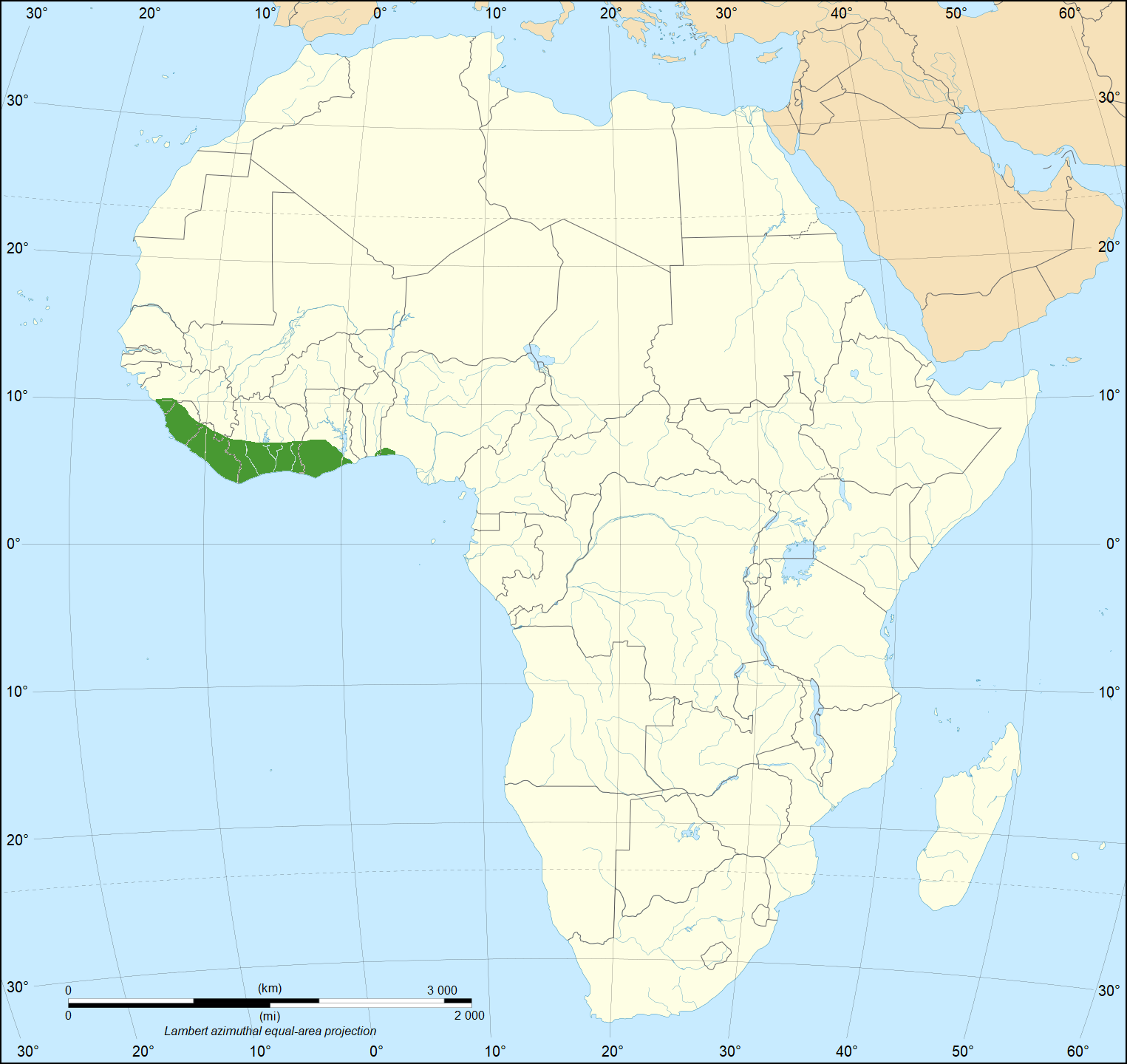
Aire de répartition du Mamba vert de l'Ouest.

Le Mamba vert de l'Ouest est endémique d'Afrique de l'Ouest ; on le rencontre au Bénin, en Côte d'Ivoire, en Gambie, au Ghana, en Guinée, en Guinée-Bissau, au Liberia, au Sénégal, au Sierra Leone et au Togo. L'espèce vit dans les régions tropicales humides. Au Togo, son aire de répartition se limite au nord au niveau de la faille d'Alédjo, mais on peut le trouver dans les forêts au nord de la région de la Kara. Les vieilles observations reportées au Nigeria ne sont pas fiables. Il peut également être trouvé dans la pointe sud du Mali le long de la frontière avec la Côte d'Ivoire, à l'ouest du Cameroun et du Gabon.
Les Mambas Verts de l'Ouest  vivent principalement dans la forêt tropicale, les buissons et les régions boisées tropicales côtières de l'Afrique de l'Ouest. La majorité des spécimens de Mamba vert de l'Ouest vivent à l'intérieur de la forêt continue, mais les observations en Gambie et en Guinée-Bissau ont été faites dans des forêts isolées. L'espèce persiste dans les zones où la couverture arborée a été supprimée, à condition que les haies et les buissons lui pourvoient un abri suffisant. On le rencontre également dans certaines banlieues et villes et dans les parcs qui présentent une végétation convenable. Les Mambas Verts de l'Ouest sont des serpents de forêt humide et cette espèce est largement confinée aux zones où les précipitations dépassent 1 500 millimètres. Au Togo, cependant, son aire de répartition se prolonge dans les forêts plus sèches ouvertes du nord, les savanes guinéennes de l'ouest et la zone littorale.

## Étymologie et taxonomie
Dendroaspis viridis a été décrit par l'herpétologiste et médecin américain Edward Hallowell en 1844,,. Le nom générique, Dendroaspis, est dérivé du grec  Dendro, qui signifie « arbre », et aspis (ασπίς), qui signifie « bouclier », mais qui peut désigner un « cobra » ou plus globalement un « serpent ». Dans les textes anciens, aspis ou asp était utilisé pour désigner Naja haje (en référence à sa collerette, ressemblant à un bouclier). Ainsi, Dendroaspis signifie littéralement « serpent d'arbre », en référence à la nature arboricole de la plupart des espèces du genre. Schlegel a utilisé le nom Dendroaspis, qu'il a décrit comme un « cobra d'arbre ». L'épithète spécifique viridis est d'origine latine et signifie « vert ».
Le Mamba vert de l'Ouest est classé dans le genre Dendroaspis de la famille des Elapidae. Le genre a été décrit par l'ornithologue et herpétologiste allemand Hermann Schlegel en 1848. Slowinski et al. (1997) a souligné que les relations au sein du genre Dendroaspis était difficiles à établir précisément. Cependant, divers indices suggèrent que Dendroaspis, Ophiophagus, Bungarus et Hemibungarus forment un clade de serpents afro-asiatiques, distinct des serpents corail.

## Statut de sauvegarde
Cette espèce est classée comme étant de « Préoccupation mineure » (LC) sur la Liste rouge des espèces menacées (v3.1, 2011) de l'UICN. L'état de conservation de cette espèce a été évaluée ainsi en juillet 2012 et publié en 2013, et il a été classé comme tel en raison d'une large distribution, d'habitudes assez généralistes, d'une population stable et de l'absence de grandes menaces.

## Publication originale
- Hallowell, 1844 : Description of new species of African reptiles. Proceedings of the Academy of Natural Sciences of Philadelphia, vol. 2, p. 169-172 (texte intégral).